# 可児市立帷子小学校
可児市立帷子小学校（かにしりつ かたびらしょうがっこう）は岐阜県可児市にある公立の小学校。

## 概要
- 通学区域は西帷子、菅刈、東帷子の一部、長坂1-4丁目、緑、鳩吹台、虹ケ丘、帷子新町である。公立中学校の進学先は可児市立広陵中学校である[1]。
- 1970年代から周辺にニュータウンが開発されたこともあり、1979年には40学級（1603名）[2]のマンモス校となった。現在の児童数は500人弱である[要出典]。

## 沿革
- 1873年（明治6年） - 石原村、茗荷村[注釈 1]、美濃田村、古瀬村、中切村[注釈 2]、菅刈村、塩村が共同で伝明義校を開校。中切村字中屋敷の民家を仮校舎とする。
- 1877年（明治10年） - 塩村が伝明義校から離脱し、教童学校[注釈 3]に合流する。
- 1878年（明治11年） - 菅刈村に分教場（菅刈学校）を設置。菅刈村、西帷子村の児童が通学する。
- 1881年（明治13年） - 新築移転。帷子学校に改称する。
- 1886年（明治19年） - 帷子尋常小学校に改称する。
- 1889年（明治22年）7月1日 - 西帷子村、東帷子村、菅刈村が合併し、帷子村が発足。
- 1893年（明治26年） - 中切字東洞に新築移転[注釈 4]。菅刈分教場を廃止。
- 1894年（明治27年） - 帷子尋常高等小学校に改称する。
- 1926年（大正15年） - 中切字東洞に新築移転。
- 1941年（昭和16年） - 帷子国民学校に改称する。
- 1947年（昭和22年） - 帷子村立帷子小学校に改称する。
- 1955年（昭和30年）2月1日 - 広見町、今渡町、土田村、久々利村、平牧村、春里村、帷子村が合併し可児町が発足。同じに可児町立帷子小学校に改称する。
- 1958年（昭和33年） - 春里小学校との統合が計画されるが、翌年白紙撤回となる。
- 1976年（昭和51年） - 新校舎（鉄筋コンクリート造）が完成。周辺の開発により児童増加したため、新校舎、プレハブ仮校舎では収容しきれず、旧校舎（木造）も教室として使用し続ける。
- 1980年（昭和55年） - 南帷子小学校を分離する。
- 1982年（昭和57年）4月1日 - 市制施行して可児市となる。同時に可児市立帷子小学校に改称する。
- 1984年（昭和59年） - 校舎増築。旧校舎解体。